# Frank Sauerbrey
Frank Sauerbrey ist ein ehemaliger deutscher Skispringer.
Am 30. Dezember 1984 gab Sauerbrey in Oberstdorf sein Debüt im Skisprung-Weltcup. Er beendete das Springen auf dem 26. Platz. Auch in Garmisch-Partenkirchen erreichte er nur den 29. Platz. In Innsbruck konnte er am 4. Januar 1985 mit Platz 10 erstmals in die Weltcup-Punkte springen. Am Ende der Saison lag er so mit 6 Weltcup-Punkten auf Platz 53 der Weltcup-Gesamtwertung. Bei der Nordischen Skiweltmeisterschaft 1985 in Seefeld in Tirol gewann er im Teamspringen gemeinsam mit Manfred Deckert, Klaus Ostwald und Jens Weißflog die Bronzemedaille hinter den Teams aus Finnland und Österreich. Nach der Weltmeisterschaft wurde es ruhig um Sauerbrey. Erst am 12. Januar 1986 sprang er in Liberec erneut im Weltcup und gewann mit dem 15. Platz einen Weltcup-Punkt. Am 17. Januar 1986 beendete er mit einem 13. Platz beim Springen in Klingenthal seine aktive Skisprungkarriere.